# او یک روبان زرد بست
او یک روبان زرد بست (انگلیسی: She Wore a Yellow Ribbon) فیلمی در ژانر وسترن به کارگردانی جان فورد و با بازی جان وین است که در سال ۱۹۴۹ منتشر شد.

## بازیگران
- جان وین
- جوآن درو
- جان آگار
- ویکتور مک‌لاگلن
- بن جانسون
- هری کری جونیور
- جورج اوبرایان
- تام تایلر
- فرانسیس فورد
- میلدرد ناتویک
- نوبل جانسون
- جک پنیک
- آرتور شیلدز
- اروینگ پیکل
- میکی سیمپسون
- فرد گراهام